# Mieczysław Horbowski
Mieczysław Apolinary Horbowski (ur. 23 lipca 1849 w Dolecku, zm. 26 stycznia 1937 w Wiedniu) – polski śpiewak operowy (baryton) i pedagog muzyczny.

## Życiorys
Uczył się śpiewu w Warszawie u Francesco Ciaffeiego, we Florencji u Luigiego Vannucciniego oraz w Mediolanie u Gaetana Navy i Francesco Lampertiego. Był również uczniem Gustave’a-Hippolyte’a Rogera w Paryżu. Początkowo występował we Włoszech pod pseudonimem scenicznym Francesco Ranieri. W Warszawie zadebiutował w 1873 roku jako Figaro w Cyruliku sewilskim, później występował w Krakowie, Lwowie i Poznaniu, a także na scenach zagranicznych. W 1886 roku objął klasę śpiewu w Warszawskim Instytucie Muzycznym, w latach 1896–1906 wykładał w Konserwatorium Moskiewskim. Od 1906 do 1912 roku uczył śpiewu w Konserwatorium Krakowskim, następnie od 1912 roku w Konserwatorium Wiedeńskim. Do grona jego uczniów należeli m.in. Bronisława Cetnarowicz, Adam Dobosz, Józefa Szlezygier i Dmitrij Smirnow.
W swoim repertuarze miał partie w operach m.in. Meyerbeera, Moniuszki, Rossiniego, Donizettiego, Verdiego i Gounoda. Pisał artykuły do „Echa Muzycznego i Teatralnego” i „Słowa”. Opublikował podręcznik Szkoła śpiewu teoretyczno-praktyczna. Zajmował się również komponowaniem, napisał m.in. pieśń Dziewczę z buzią jak malina.